# Robert J. Mical
Pour les articles homonymes, voir Mical.
Robert J. Mical, dit RJ Mical, est un ingénieur logiciel américain, connu pour son implication dans la conception de l'ordinateur personnel Amiga et des consoles de jeux Lynx et 3DO.

## Biographie
En 1979, Robert J. Mical est diplômé de l'Université de l'Illinois  avec des diplômes en informatique et en anglais, et un mineur en philosophie.
De 1983 à 1984, Robert J. Mical est ingénieur logiciel chez Williams Electronics, un des grands noms du jeu d'arcade. Il travaille sur différents projets touchant à des aspects aussi variés que les effets spéciaux, l'intelligence artificielle, les graphismes, l'interface ou encore la documentation logicielle. Il a notamment œuvré à la coordination du projet Star Rider, un jeu de course sur support laserdisc.
De 1984 à 1986, Robert J. Mical travaille pour Amiga Corporation puis Commodore International sur le développement de l'ordinateur personnel Amiga 1000, une machine en avance sur son temps. Comme ingénieur logiciel, il conçoit les outils de développement et d'animation du logiciel système. Il développe Intuition, l'interface utilisateur graphique du système. Il a également contribué au développement matériel au côté de Jay Miner ainsi qu'à l'une des premières applications de la machine : l'Amiga Boing Demo. Au plus haut point de ses responsabilités, il est nommé directeur de la branche logiciel de la filiale Commodore Amiga. Après avoir quitté la société, il devient consultant et apporte ses services à la communauté Amiga en développant des outils pour différents clients. Il a notamment contribué au développement de Defender of the Crown (1986) de Cinemaware, un jeu de stratégie pionnier bien reçu.
De 1987 à 1989, Robert J. Mical est vice-président de la branche technologique de la société Epyx. Il développe la première console portable à LCD couleur, la Lynx (connue à l'époque sous le nom de Handly), qui sera commercialisée par Atari Corporation. Mical est le coconcepteur matériel du système et il a mis en place différents logiciels de développement incluant une bibliothèque d'exécution de routines et une suite d'outils de débogage et de création graphique et sonore. Mical a en outre produit six jeux de Epyx, proposés au lancement de la console, dont il a pour certains dirigé la conception, comme Blue Lightning (1989), un jeu de combat aérien.
En 1990, Robert J. Mical est l'un des fondateurs de New Technologies Group (NTG) aux côtés de Dave Morse (cofondateurs de Amiga Computer et de Crystal Dynamics), une compagnie établie pour concevoir une nouvelle console de jeu. Mical est le co-inventeur du système avec Dave Needle (ancien d'Amiga Corp. et du projet Lynx). Mical a codéveloppé la plate-forme matériel et architecturé son système d'exploitation, Portfolio. La compagnie fusionne plus tard avec The 3DO Company et la technologie développée est à la base de la console 32-bit 3DO Interactive Multiplayer.
En 1996 et 1997, Robert J. Mical fonde deux sociétés, Prolific et Glassworks, spécialisées dans le développement de jeux en ligne (le secteur n'en était alors qu'à ses balbutiements). En 1998 et 1999, il travaille comme consultant dans une nouvelle structure, Rjave. En 2000 et 2001, il est l'un des responsables de Red Jade, un projet de console portable de Ericsson, qui n'aboutira pas. En 2001 et 2002, il travaille pour Fathammer, une société qui fournit des suites d'outils et autres supports technologiques pour le développement de jeux sur téléphones mobiles. Après différents travaux comme consultant en 2003, Robert J. Mical travaille pour la société Global VR, un manufacturier de jeux d'arcade qui adapte des productions familiales.
Entre 2005 et 2011, il est employé chez Sony Computer Entertainment où il est responsable d'une vaste gamme de composants logiciels pour les consoles PlayStation.